# Канья
Канья (фр. Montagne de Cagna) — гірська гряда на півдні Корсики (Франція). Канья є південною межею гірського масиву Інкудіне. У найвищій точці сягає висоти 1371 м над рівнем моря.
Гори Канья лежать між долиною Ортоло (департамент Сартен) на північному заході та рівниною Фігарі (департамент Боніфачо) на південному сході.
Гірська система утворена прямовисними гранітними скелями, переважно оголеними, інколи вкриті рослинністю (маквіс, ліси з приморської сосни або ялиці залежно від висоти).

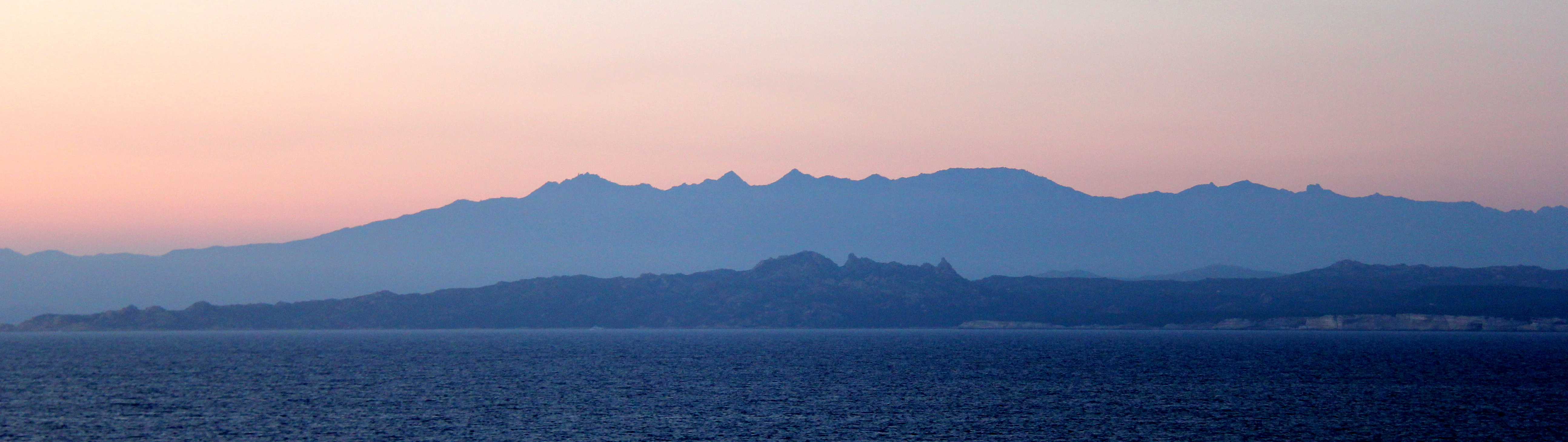
Панорама хребта

## Гідрографія
На північ від хребта всі струмки є лівобережними притоками Ортоло, яка впадає в Середземне море біля пляжу Ербажу. На південному заході кілька потоків, основний з яких Віваджо, також впадають у Середземне море між пляжем Роккапіна та затокою Фігарі. На південному сході кілька потоків сходяться до потоку Оргоне, материнського відгалуження Стаб'яччю, яка впадає в Тірренське море на південь від Порто-Веккіо.